# Ved det blå hav
Ved det blå hav (russisk: У самого синего моря) er en sovjetisk film fra 1936 af Boris Barnet.

## Medvirkende
- Jelena Kuzmina - Marija
- Nikolaj Krjutjkov - Aljosja
- Lev Sverdlin - Yussuf
- Semjon Svasjenko
- Sergej Komarov